# Baujeng
Baujeng is een bestuurslaag in het regentschap Pasuruan van de provincie Oost-Java, Indonesië. Baujeng telt 6260 inwoners (volkstelling 2010).